# Songming

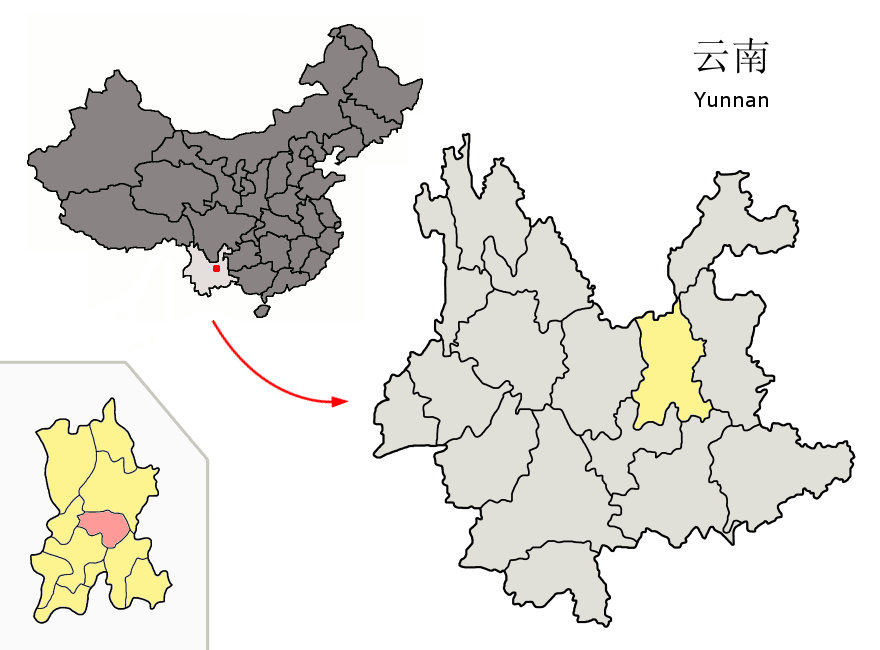
Lage des Kreises Songming (rosa) in der bezirksfreien Stadt Kunming (gelb)

Der Kreis Songming (嵩明县,  Sōngmíng Xiàn) ist ein Kreis im Zentrum der bezirksfreien Stadt Kunming, der Hauptstadt der Provinz Yunnan in der Volksrepublik China. Er hat eine Fläche von 827,1 km² und zählt 410.929 Einwohner (Stand: Zensus 2020). Sein Hauptort ist das Straßenviertel Songyang (嵩阳街道).

## Administrative Gliederung
Auf Gemeindeebene setzt sich der Kreis aus fünf Großgemeinden und zwei Gemeinden zusammen. Diese sind:
- Großgemeinde Songyang 嵩阳镇
- Großgemeinde Yanglin 杨林镇
- Großgemeinde Xiaojie 小街镇
- Großgemeinde Niulanjiang 牛栏江镇
- Großgemeinde Dianyuan 滇源镇

- Gemeinde Yangqiao 杨桥乡
- Gemeinde Aziying 阿子营乡